# Umweltpolitik der Europäischen Union
Die Umweltpolitik der Europäischen Union ist ein Politikfeld der EU, in dem die Union weitreichende Kompetenzen hat. Ziele der EU-Umweltpolitik sind laut Art. 191 AEUV „Erhaltung und Schutz der Umwelt sowie Verbesserung ihrer Qualität; Schutz der menschlichen Gesundheit; umsichtige und rationelle Verwendung der natürlichen Ressourcen; Förderung von Maßnahmen auf internationaler Ebene zur Bewältigung regionaler oder globaler Umweltprobleme und insbesondere zur Bekämpfung des Klimawandels“. Zuständiger Kommissar für Umwelt ist seit 2014 der maltesische Politiker Karmenu Vella.

## Geschichte
In den Anfangsjahren der europäischen Integration spielte das Thema Umwelt keine bedeutende Rolle. So war der Politikbereich nicht im Vertrag zur Gründung der Europäischen Gemeinschaft von 1957 enthalten. Gewissermaßen als Startschuss für die Entwicklung einer eigenständigen EU-Umweltpolitik kann die Pariser Gipfelkonferenz von 1972 betrachtet werden, wo die damaligen Staats- und Regierungschefs eine Erklärung zur Umwelt- und Verbraucherschutzpolitik verabschiedeten. Infolge des Gipfels wurde 1973 das erste Umweltaktionsprogramm (UAP) verabschiedet, das die Leitlinien zur Entwicklung einer gemeinschaftlichen Umweltpolitik festschrieb. Institutionell zeigte sich die gesteigerte Relevanz des Politikbereichs in der Schaffung der Generaldirektion XI „Umwelt, nukleare Sicherheit und Katastrophenschutz“ im Jahr 1981.
Primärrechtlichen Rang erhielt die Umweltpolitik mit dem Inkrafttreten der Einheitlichen Europäischen Akte im Jahr 1987, wo sie als offizielles Handlungsfeld im EWG-Vertrag verankert wurde. Die folgenden Verträge stärkten die Kompetenzen der EU in diesem Politikfeld stetig. Der Vertrag von Maastricht (1993) nahm das Konzept der „nachhaltigen Entwicklung“ auf, das im Vertrag von Amsterdam (1999) zu einem vorrangigen Ziel der Union gemacht wurde. Weiterhin wurden die Entscheidungsverfahren zunehmend vergemeinschaftet: Während es ursprünglich für alle Beschlüsse der Einstimmigkeit unter den Mitgliedstaaten und lediglich einer Anhörung des Europäischen Parlaments bedurfte (Anhörungs- oder Konsultationsverfahren), so wurden mit dem Vertrag von Maastricht qualifizierte Mehrheitsentscheidungen im Rat und das Verfahren der Zusammenarbeit eingeführt. Seit dem Vertrag von Lissabon (2009) entscheiden Rat und Parlament gemäß dem ordentlichen Gesetzgebungsverfahren über das Tätigwerden der EU (Art. 192 AEUV).

## Rechtliche Strukturen und Akteure
Die Institutionen der EU, die bei politischen Prozessen und Entscheidungen zum Tragen kommen, spielen in der Umweltpolitik der EU eine beispielhafte Rolle für supranationale Politik. Der Rechtsgrundsatz „Europarecht bricht Bundesrecht“ kann in der Umweltpolitik umgedeutet werden in: „Europarecht gibt Bundesrecht vor“. So gibt die Europäische Union für die Mitgliedsländer verpflichtende Rechtsakte als Teile des europäischen Sekundärrechts vor. Dies sind in der Umweltpolitik vor allem Verordnungen (allgemeine Regelung mit unmittelbarer innerstaatlicher Geltung; entspräche im staatlichen Recht einem Gesetz) und Richtlinien (allgemeine Regelung, die von den Mitgliedstaaten in staatliches Recht umzusetzen ist), seltener auch Beschlüsse (verbindliche Regelung im Einzelfall; eine Entscheidung ist nur für die darin bezeichneten Adressaten verbindlich; entspräche im staatlichen Recht einem Verwaltungsakt) oder Empfehlungen und Stellungnahmen (rechtlich nicht verbindlich).
Seit 1973 bündelt die Europäische Union in so genannten Umweltaktionsprogrammen (Environment Action Programmes) ihre politischen Aktivitäten auf dem Gebiet des Umweltschutzes und legt die mittelfristigen Zielsetzungen in diesem Bereich fest.
Die Aufgaben der drei Gewalten werden bezüglich der Umweltpolitik der EU auf den unterschiedlichen Ebenen von verschiedenen Institutionen, bzw. von konkreten Abteilungen oder Ausschüssen wahrgenommen.
- Legislative
  - Europäisches Parlament – Ausschuss für Umweltfragen, Volksgesundheit und Lebensmittelsicherheit
  - Rat der Europäischen Union – Rat „Umwelt“

- Exekutive
  - Generaldirektion Umwelt der Europäischen Kommission, Kommissar für Umwelt

- Judikative
  - Europäischer Gerichtshof

- Beratende Institutionen
  - Ausschuss der Regionen – Fachkommission für Umwelt, Klimawandel und Energie (ENVE)
  - Europäischer Wirtschafts- und Sozialausschuss – Fachgruppe Landwirtschaft, ländliche Entwicklung und Umweltschutz
  - Europäische Investitionsbank

- - Umweltberichterstattung und Öffentlichkeitsarbeit
  - Europäische Umweltagentur